# Santo Tomás (municipi de Mèxic)
Santo Tomás és un municipi de l'estat de Mèxic. Santo Tomás de los Plátanos és el cap de municipi i principal centre de població d'aquesta municipalitat. Aquest municipi és a la part nord-occidental de l'estat de Mèxic. Limita al nord amb el municipi de Ixtapan del Oro, al sud amb Zacazonapan, a l'oest amb Michoacán i a l'est amb Valle de Bravo.